# Arevashat
Arevashat är en ort i Armenien. Den ligger i provinsen Armavir, i den centrala delen av landet, 13 kilometer väster om huvudstaden Jerevan. Arevashat ligger 851 meter över havet och antalet invånare är 1 403.
Terrängen runt Arevashat är huvudsakligen platt, men åt nordost är den kuperad. Runt Arevashat är det ganska tätbefolkat, med 155 invånare per kvadratkilometer.. Närmaste större samhälle är Jerevan, 12,9 kilometer öster om Arevashat. 
Trakten runt Arevashat består till största delen av jordbruksmark.